# Кри (Јон)
Кри (фр. Cry) насеље је и општина у источном делу централне Француске у региону Бургоња, у департману Јон која припада префектури Авалон.
По подацима из 2011. године у општини је живело 186 становника, а густина насељености је износила 16,67 становника/km². Општина се простире на површини од 11,16 km². Налази се на средњој надморској висини од 198 метара (максималној 292 m, а минималној 184 m).

## Демографија
| 1962. | 1968. | 1975. | 1982. | 1990. | 1999. | 2011. |
| ----- | ----- | ----- | ----- | ----- | ----- | ----- |
| 207   | 220   | 232   | 215   | 181   | 170   | 186   |

График промене броја становника у току последњих година